# Саут-Клі-Елам (Вашингтон)
Саут-Клі-Елам (англ. South Cle Elum) — місто (англ. town) в США, в окрузі Кіттітас штату Вашингтон. Населення — 559 осіб (2020).

## Географія
Саут-Клі-Елам розташований за координатами 47°11′9″ пн. ш. 120°57′8″ зх. д. / 47.18583° пн. ш. 120.95222° зх. д. (47.185871, -120.952087).  За даними Бюро перепису населення США в 2010 році місто мало площу 1,02 км², уся площа — суходіл.

### Клімат
| Клімат : Саут-Клі-Елам  | Клімат : Саут-Клі-Елам | Клімат : Саут-Клі-Елам | Клімат : Саут-Клі-Елам | Клімат : Саут-Клі-Елам | Клімат : Саут-Клі-Елам | Клімат : Саут-Клі-Елам | Клімат : Саут-Клі-Елам | Клімат : Саут-Клі-Елам | Клімат : Саут-Клі-Елам | Клімат : Саут-Клі-Елам | Клімат : Саут-Клі-Елам | Клімат : Саут-Клі-Елам | Клімат : Саут-Клі-Елам |
| Показник                | Січ.                   | Лют.                   | Бер.                   | Квіт.                  | Трав.                  | Черв.                  | Лип.                   | Серп.                  | Вер.                   | Жовт.                  | Лист.                  | Груд.                  | Рік                    |
| Абсолютний максимум, °C | 18,3                   | 20,6                   | 35,0                   | 35,6                   | 37,2                   | 37,8                   | 40,6                   | 40,6                   | 36,7                   | 35,6                   | 20,0                   | 18,9                   | 40,6                   |
| Середній максимум, °C   | 2,2                    | 5,0                    | 10,0                   | 13,9                   | 18,3                   | 21,7                   | 26,7                   | 26,7                   | 22,8                   | 14,4                   | 6,1                    | 0,6                    | 14,1                   |
| Середній мінімум, °C    | −4,4                   | −4,4                   | −1,1                   | 1,1                    | 5,0                    | 8,3                    | 11,7                   | 11,1                   | 6,1                    | 1,1                    | −1,7                   | −5,6                   | 2,3                    |
| Абсолютний мінімум, °C  | −36,1                  | −34,4                  | −17,8                  | −11,1                  | −7,2                   | −3,3                   | −1,1                   | −1,1                   | −6,1                   | −12,2                  | −25,6                  | −35                    | −36,1                  |
| Норма опадів, мм        | 76                     | 68                     | 50                     | 27                     | 29                     | 23                     | 15                     | 13                     | 21                     | 49                     | 109                    | 89                     | 569                    |
| ----------------------- | ---------------------- | ---------------------- | ---------------------- | ---------------------- | ---------------------- | ---------------------- | ---------------------- | ---------------------- | ---------------------- | ---------------------- | ---------------------- | ---------------------- | ---------------------- |
| Джерело:                |                        |                        |                        |                        |                        |                        |                        |                        |                        |                        |                        |                        |                        |

## Демографія
Згідно з переписом 2010 року, у місті мешкали 532 особи в 235 домогосподарствах у складі 145 родин. Густота населення становила 521 особа/км².  Було 271 помешкання (265/км²).
Расовий склад населення:
| - 93,2 % — білих - 1,5 % — корінних американців - 0,8 % — азіатів - 0,4 % — чорних або афроамериканців - 1,5 % — осіб інших рас |

До двох чи більше рас належало 2,6 %. Частка іспаномовних становила 5,1 % від усіх жителів.
За віковим діапазоном населення розподілялося таким чином: 21,2 % — особи молодші 18 років, 60,2 % — особи у віці 18—64 років, 18,6 % — особи у віці 65 років та старші. Медіана віку мешканця становила 42,8 року. На 100 осіб жіночої статі у місті припадало 98,5 чоловіків;  на 100 жінок у віці від 18 років та старших — 106,4 чоловіків також старших 18 років.
Середній дохід на одне домашнє господарство  становив 53 987 доларів США (медіана — 55 250), а середній дохід на одну сім'ю — 63 468 доларів (медіана — 65 625). За межею бідності перебувало 7,1 % осіб, у тому числі 13,6 % дітей у віці до 18 років та 3,9 % осіб у віці 65 років та старших.
Цивільне працевлаштоване населення становило 286 осіб. Основні галузі зайнятості: мистецтво, розваги та відпочинок — 23,8 %, будівництво — 20,3 %, освіта, охорона здоров'я та соціальна допомога — 17,8 %.